# Кадіс
Кадіс (фінік. , лат. Gades, ісп. Cádiz, араб. قادس) — місто та на південному заході Іспанії, адміністративний центр провінції Кадіс, однієї з восьми провінцій Андалусії. Порт на березі Кадіської затоки Атлантичного океану. Населення 126 766 мешканців (2009).

## Історія
Кадіс претендує на звання найстарішого постійно населеного міста Європи, адже був заснований ще в XII столітті до н. е.. Поселення на островах біля гирла річки Гвадалете виникло завдяки фінікійцям — вихідцям з міста Тір. Перші переселенці з'явилися тут у 1180-і до н. е., коли на південному узбережжі острова Котінуса був збудований храм Мелькарта. Саме Мелькарта (в грецькій інтерпретації — Геракла) пізніше вшановували як засновника міста. Приблизно у 1104 до н. е. поселення виникає і на острові Еріфія. Воно було оточене мурами і тому отримало назву Гадір (тобто — «укріплений»). Укріплення були не зайвими, адже з часу заснування міста гадитяни конфліктували з сусіднім Тартессом і його царем Геріоном. Водночас частіше фінікійці торгували з тартесійцями, отримуючи від них, зокрема, олово і срібло. Саме завдяки посередницькій торгівлі Гадір швидко перетворився на одне з найзаможніших міст Середземного моря. З часом, коли Іспанія вже не могла повністю задовольнити попит на олово, гадитани відшукали нових постачальників цього металу на атлантичному узбережжі Західної Європи — у Галісії, Бретані і на Корнуолі.

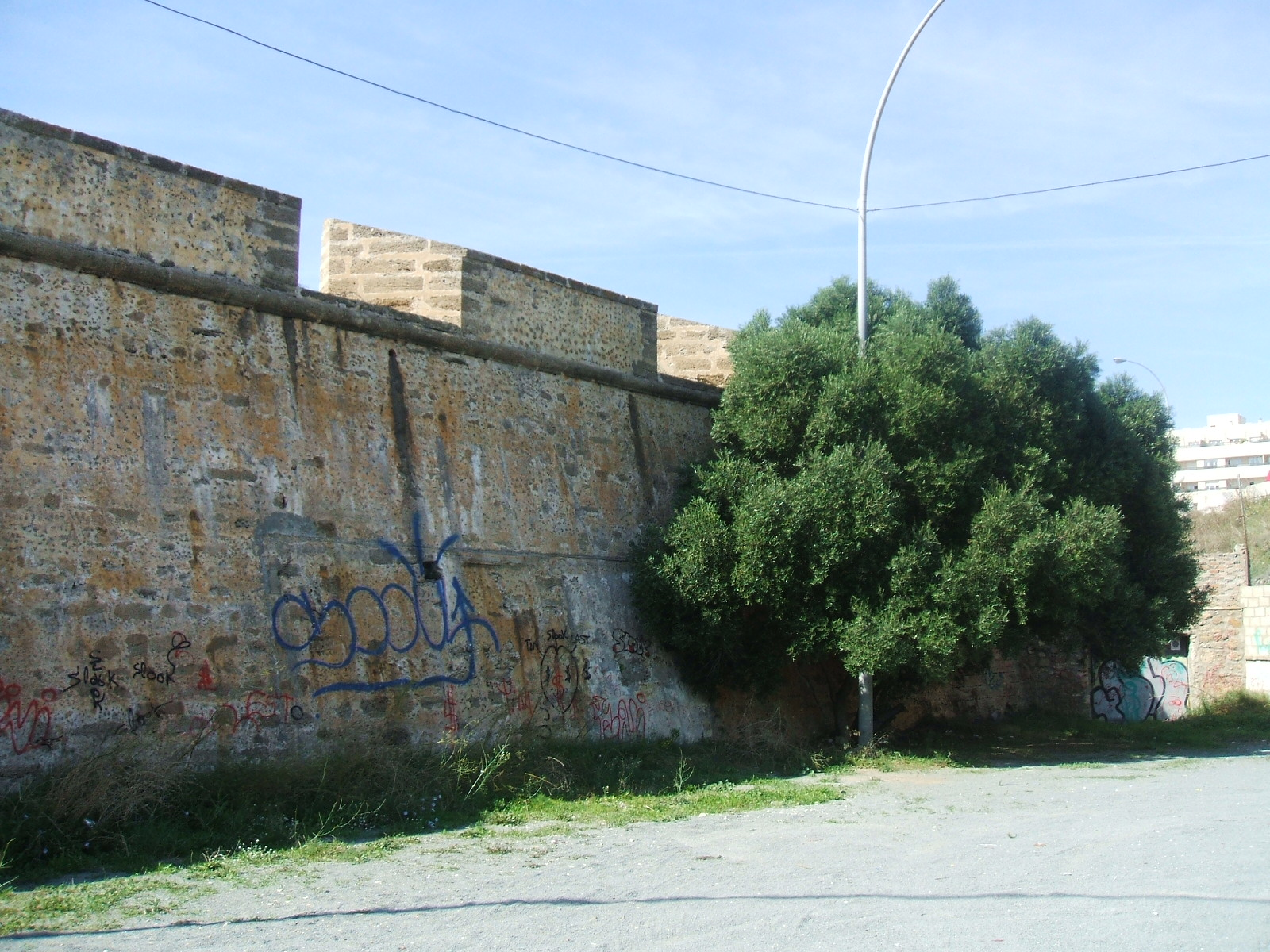
Укріплення

Власної землі у Гадіра було мало, тож хліб також доводилося купляти або обмінювати у сусідів. Натомість чимало гадитян заробляли на життя ремеслом. Розвитку набули металургія, гончарство, фарбування тканин пурпуром, будівництво кораблів, ювелірне мистецтво. Найшанованішим святилищем Гадіра був славнозвісний храм Мелькарта, розташований, щоправда, на відстані від міста (приблизно у 12 милях). В самому Гадірі існували храми Астарти та Баала (Страбон називає його Кроносом).
Повноправні громадяни Гадіра складали його громаду — «народ Гадіра», якій (принаймні формально) належала влада у місті. Найвищим органом влади вважалися народні збори (ам). Керували міським життям суфети — точна кількість їх невідома, але було їх не менше двох. Існувала також посада скарбника (мхашба). Скарбниця Гадіра зберігалася в храмі Мелькарта.
У 481 до н. е. Гадір намагався захопити тартесійський цар Ферон. Зазнавши поразки у морській битві, гадірці змушені були звернутися по допомогу до карфагенян. У 479 до н. е. карфагенська флотилія відігнала тартесців від міста і знищила їх кораблі, проте сухопутна армія «союзників» зненацька напала на сам Гадір. У городян не залишалося іншого вибору, як визнати зверхність Карфагена і увійти до складу пунійської держави. Проте Гадір зберіг самоврядування, право карбувати власну монету, а головне — фактичну монополію на торгівлю із західними постачальниками олова.
У 206 до н. е., зрозумівши, що Карфаген програє війну з Римом, гадиряни почали переговори з римлянами про перехід під їхню владу. Їхніх емісарів схопили та стратили карфагеняни, проте варто було карфагенському війську вийти з міста, як мешканці Гадіра зачинили браму і не дозволили воякам повернутися.
Гадір став союзником Римської республіки і одним з опорних пунктів римлян в Іберії. Нові господарі називали місто на свій лад Гадесом — словом, співзвучним із грецьким позначенням «світу мертвих».
У 46 до н. е. Гадір отримав статус римського муніципія, а потім і колонії під назвою Augusta Urbs Julia Gaditana. За часів Августа серед гадирян було більше 500 римських еквітів — найбільше, аніж будь-де за межами Італії.
З 410 римляни втратили контроль над Гадесом, який опинився спочатку в руках вандалів, а потім вестготів.
У 550 місто відвоювали візантійці, проте вже в 572 воно повернулося під вестготську владу.
У 711 місто захопили араби, які й назвали місто Кадіс (араб. قادس).
844 року місто зруйнували вікінги.
У 1262 Кадіс здобув кастильський король Альфонс Х. З часом місто перетворилося на «океанську браму» Кастилії, а після об'єднання її з Арагоном — усієї Іспанії. Двічі з Кадісу до берегів нового світу відпливав Христофор Колумб. У місті базувався іспанський флот, який перевозив до Європи скарби з Америки. Це сприяло піднесенню міста, і водночас перетворювало його на мішень для ворогів Габсбургів та звичайних піратів. Найгучнішим був рейд Френсіса Дрейка, який у квітні 1587 три дні утримував Кадіс у своїх руках, залишивши його лише після того, як місто розграбували вщент. Ще раз англійці захопили Кадіс у 1596.
Попри це у 18 столітті Кадіс залишався головним торговельним портом Іспанії. Звідси у свій останній шлях пішла іспано-французька флотилія, потоплена в битві при Трафальгарі. У 1812 деякий час виконував функції політичного центру Іспанії, у ньому була проголошена перша іспанська конституція.

## Географія та клімат

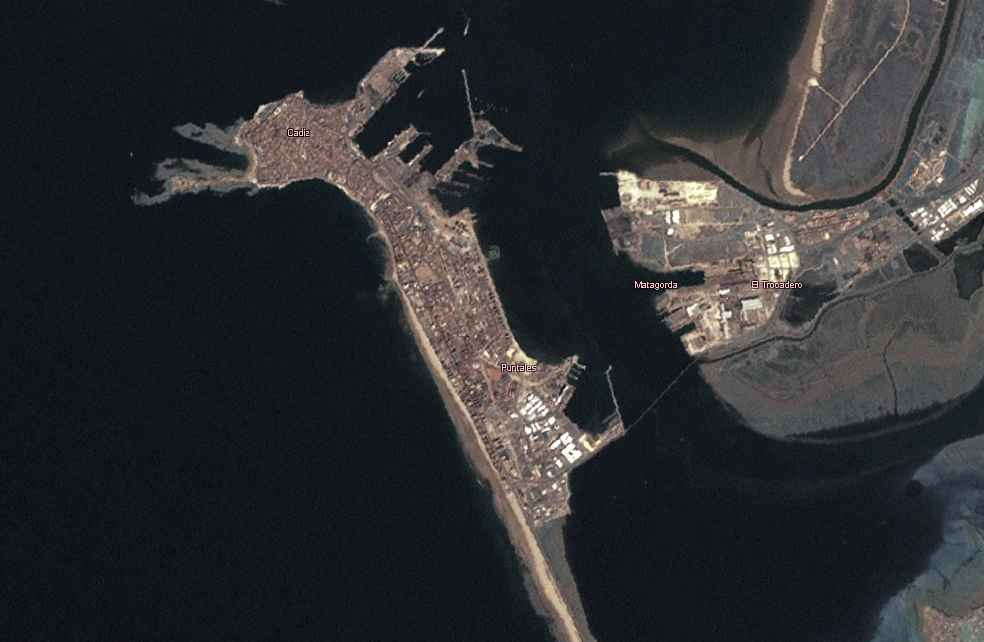
Вид з космосу

Місто розташоване в південно-західній частині Іспанії. Саме тому більшу частину території займають болота, солончаки і піщані пляжі. Клімат Кадіса — м'який, субтропічний. Середньорічна температура становить приблизно — 18,6 °C. Літо дуже спекотне. А ось взимку дуже комфортно. оскільки середня температура найхолоднішого місяця становить близько +10 градусів.

## Промисловість
Великий транспортний вузол, важливий порт і промисловий центр півдня країни. З галузей промисловості виділяються авіаційна і суднобудування (в околицях міста розташовані великі судноверфі). Підприємства рибоконсервної, тютюнової, текстильної та інші галузі промисловості. Військово-морська база.

## Релігія
- Центр Кадіської і Сеутської діоцезії Католицької церкви.

## Пам'ятки

Пуерта-де-Тьєрра

Колись все місто оточували стіни, вони мали захищати населення від нападів з моря і з суші. На початку 20 століття стіни були частково зруйновані, збереглися лише знамениті ворота Пуерта-де-Тьєрра. Вежі воріт були побудовані між 1639 і серединою 18 століття.
Найважливіша пам'ятка храмової архітектури Кадіса — Новий кафедральний собор (Catedral Nueva), названий так тому, що він був побудований поруч зі старим собором (нині церква Санта-Крус). Собор Кадіса є одним з найбільших в Іспанії, він виконаний в стилі бароко та неокласицизму. Купол собору, зведений архітектором Хуаном Даурія (останнім зі всіх, хто брав участь в будівництві собору) в 1812-1838. Вкритий золотистими плитками, різьблені сидіння хору були привезені з картезіанського монастиря. Головний вівтар побудований на пожертви Ізабелли II. У крипті собору похований знаменитий іспанський композитор, уродженець Кадіса Мануель де Фалья. Скарбниця собору за своїм багатством займає третє місце в Іспанії.
Церква Сан-Феліпе-Нері (Iglesia San Felipe Neri), відома ще як Ораторія-Сан Феліпе Нері, прославилася тим, що під час облоги міста французькими військами в 1812 (коли в Іспанії йшла війна за незалежність) в ній засідали Кадіські кортеси — місцевий парламент (або Національні збори), якому потрібно було розробити план встановлення конституційної монархії. Кадіс, на відміну від багатьох інших міст Іспанії, не був окупований. Прийнята в церкві Сан Феліпе Нері Кадіська конституція проіснувала лише два роки.
Художній музей Кадіса розташований на площі Пласа-де-Міна (Plaza de Mina). На першому поверсі музею виставлені археологічні знахідки, що розповідають про історію Кадіса, — фінікійські кам'яні саркофаги і статуї римських імператорів. Другий поверх займає багате зібрання картин; тут представлені полотна Рубенса, Сурбарана і Мурільйо, а також картини сучасних іспанських майстрів. На третьому поверсі експонується колекція ляльок, деякі з яких являють собою карикатури на сучасних політиків.

## Культурні заходи
Тут проходить один з найзнаменитіших в Європі карнавалів, який починається за 40 днів до Страсного тижня. До карнавалу готуються весь рік. У дні карнавалу місто перетворюється: всю ніч танцюють і співають, особливо в ніч на неділю. В неділю після обіду карнавал закінчується феєрверком. У травні в Кадісі проходить фестиваль класичної музики, на початку липня — міжнародний фольклорний фестиваль, у грудні — міжнародний фестиваль лялькових театрів.

## Галерея

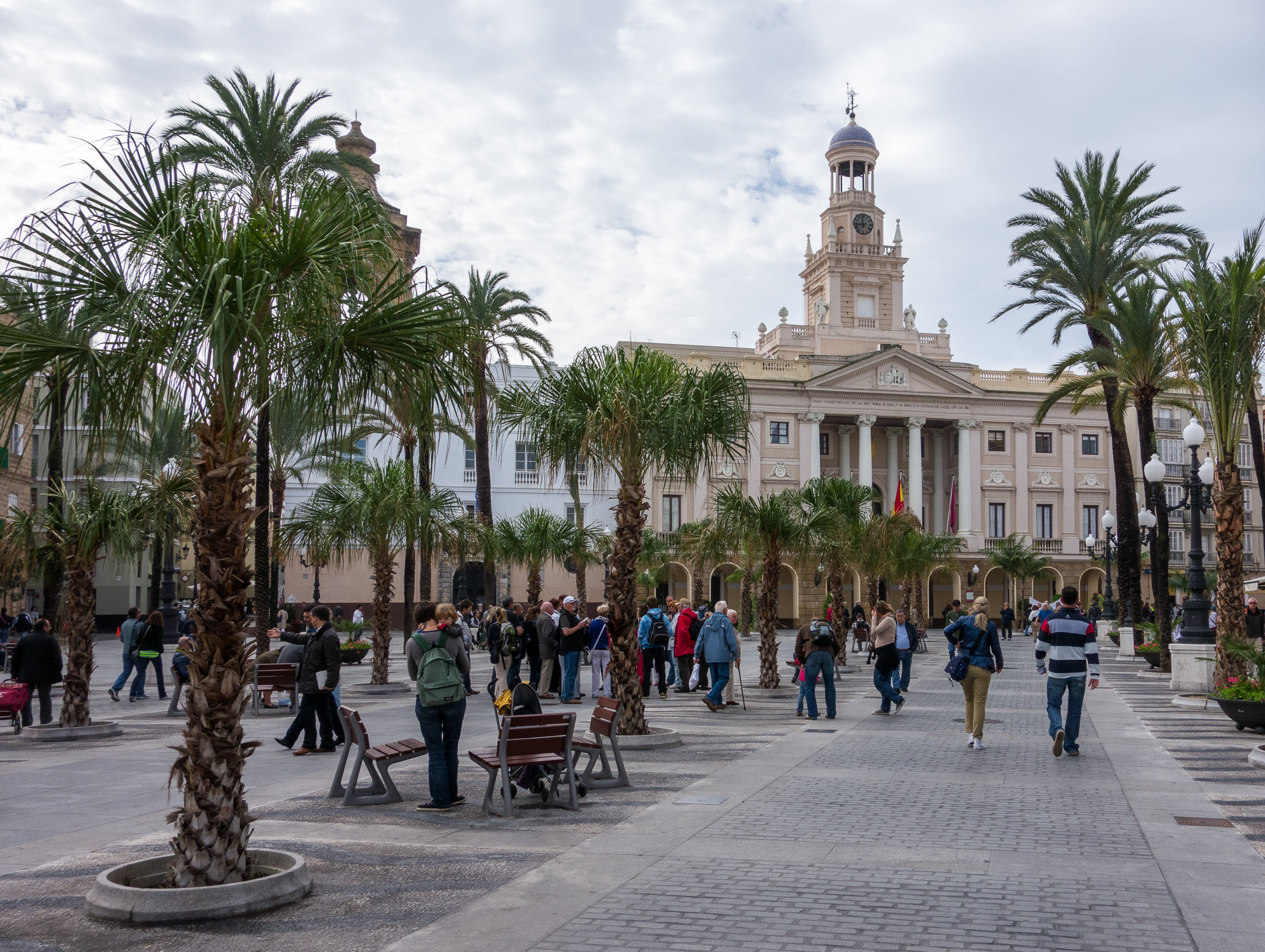
Площа San Juan de Dios
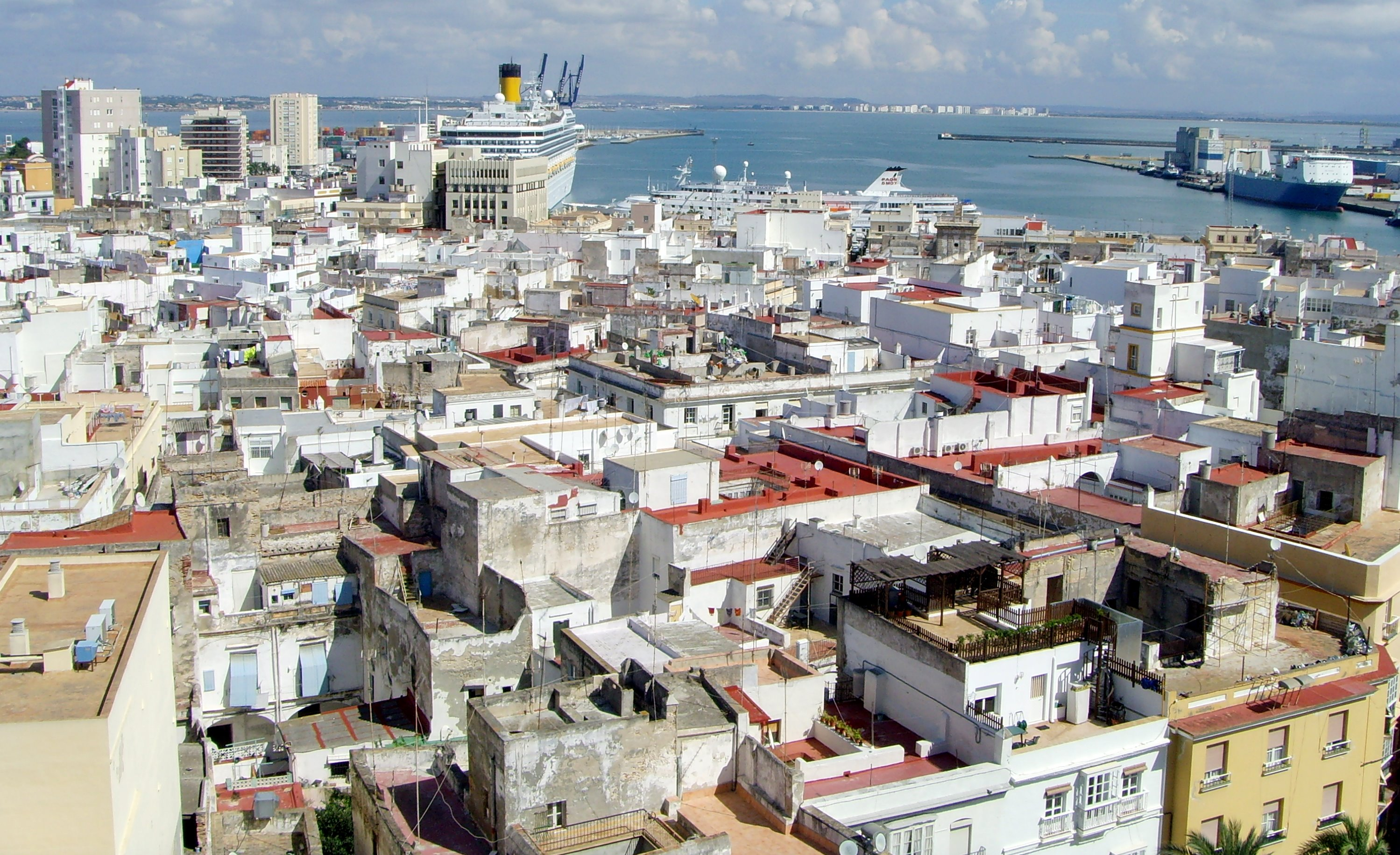
Порт
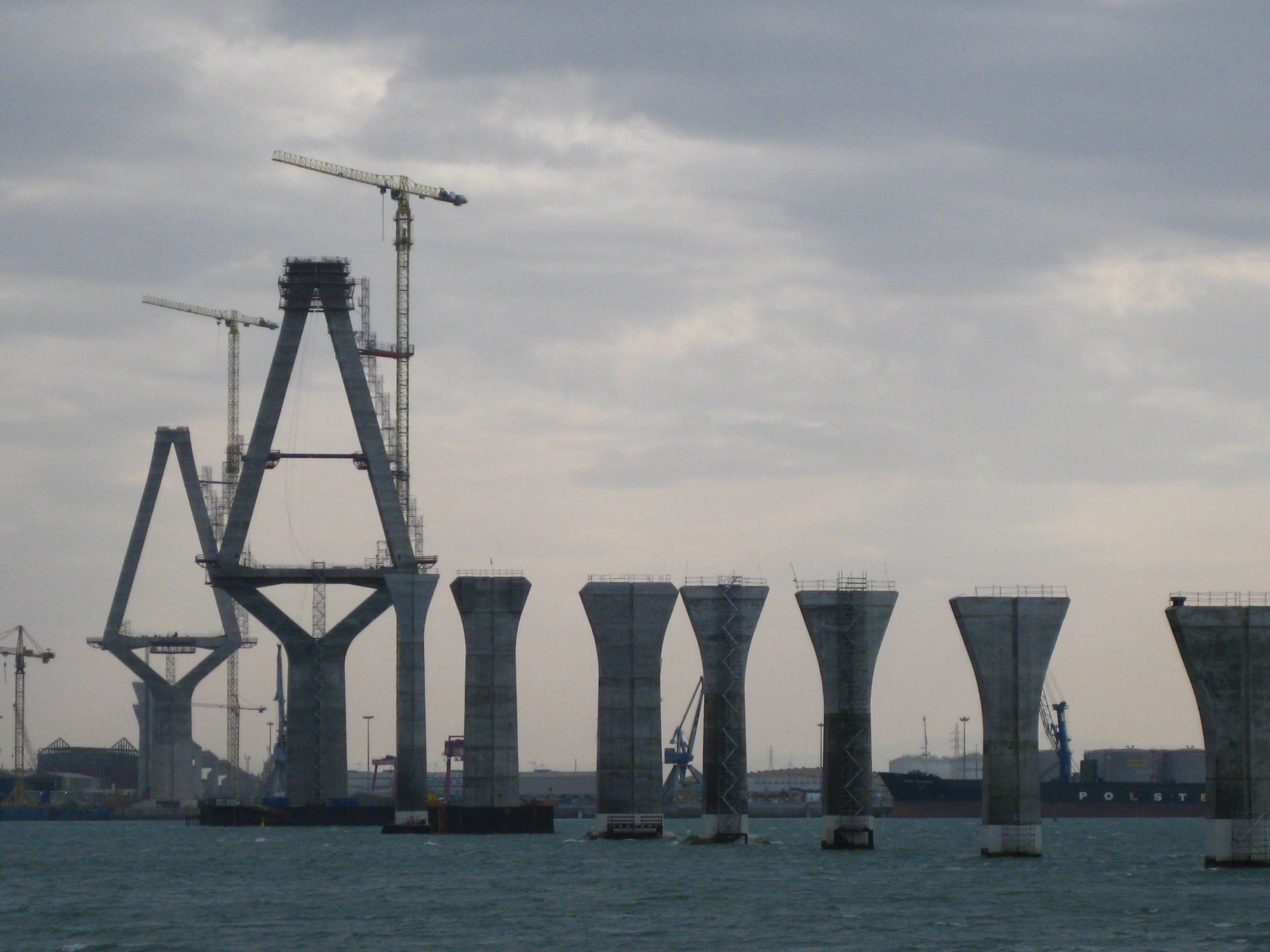
Будівництво мосту, що зв'язав місто з континентом
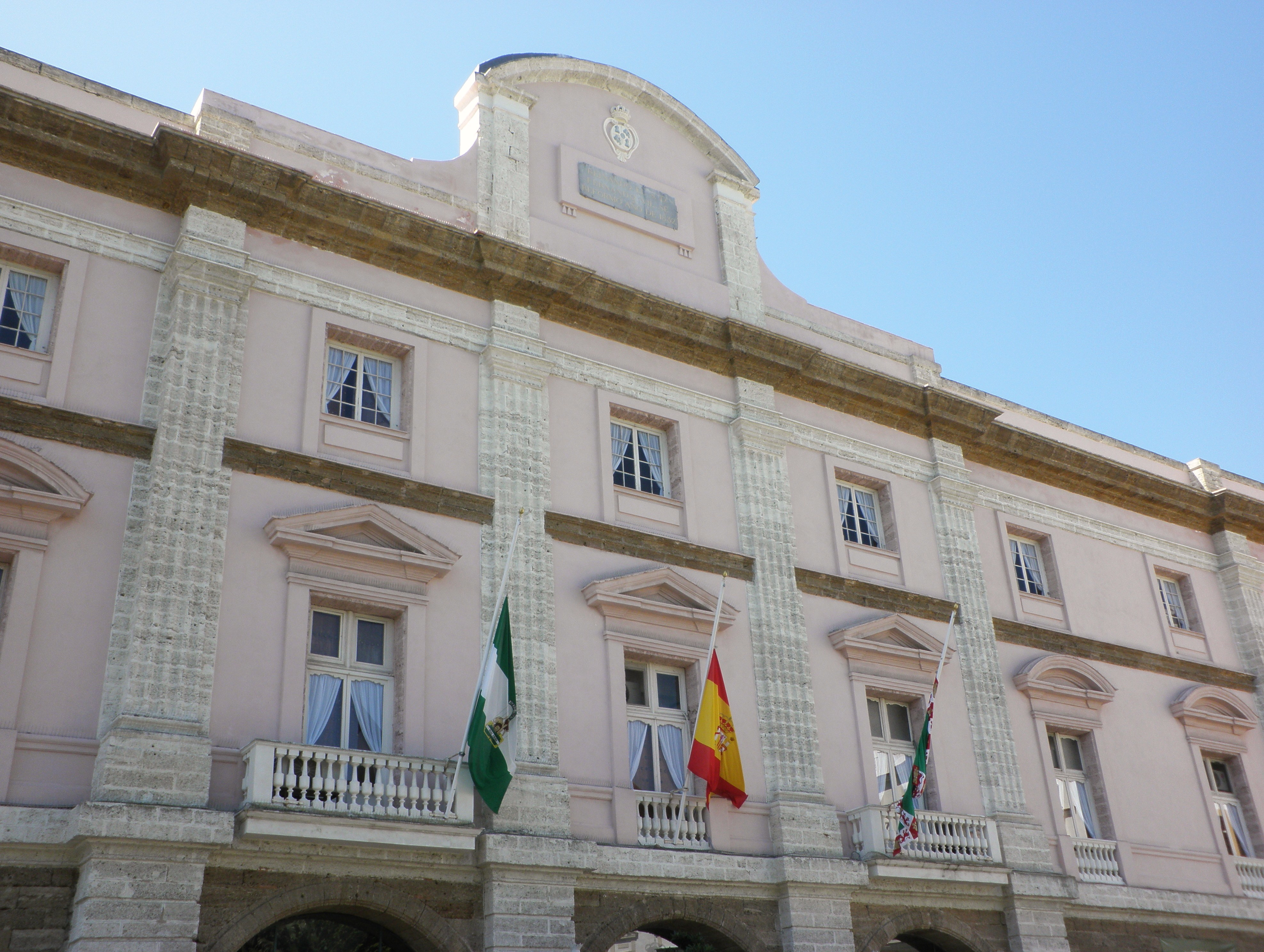
Палац митниці
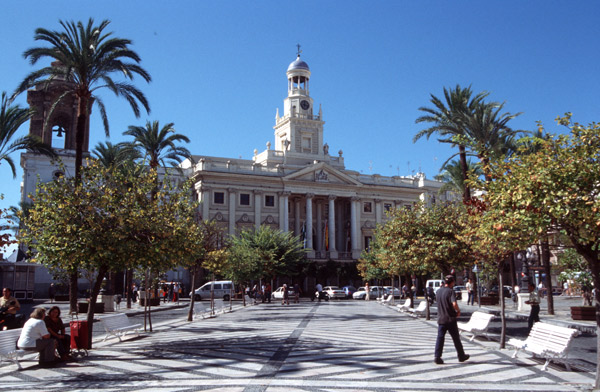
Мерія
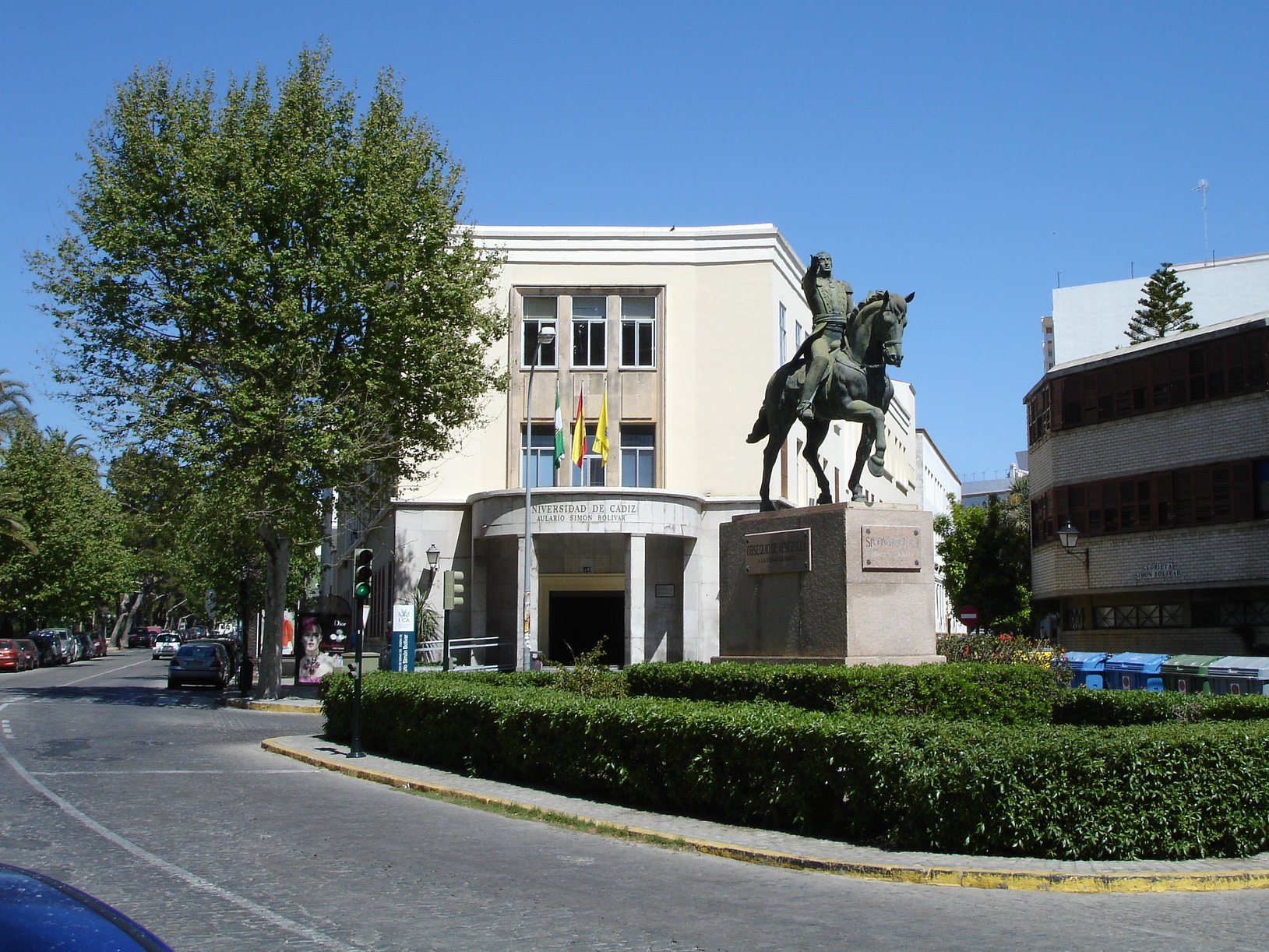
Вища школа інженерії
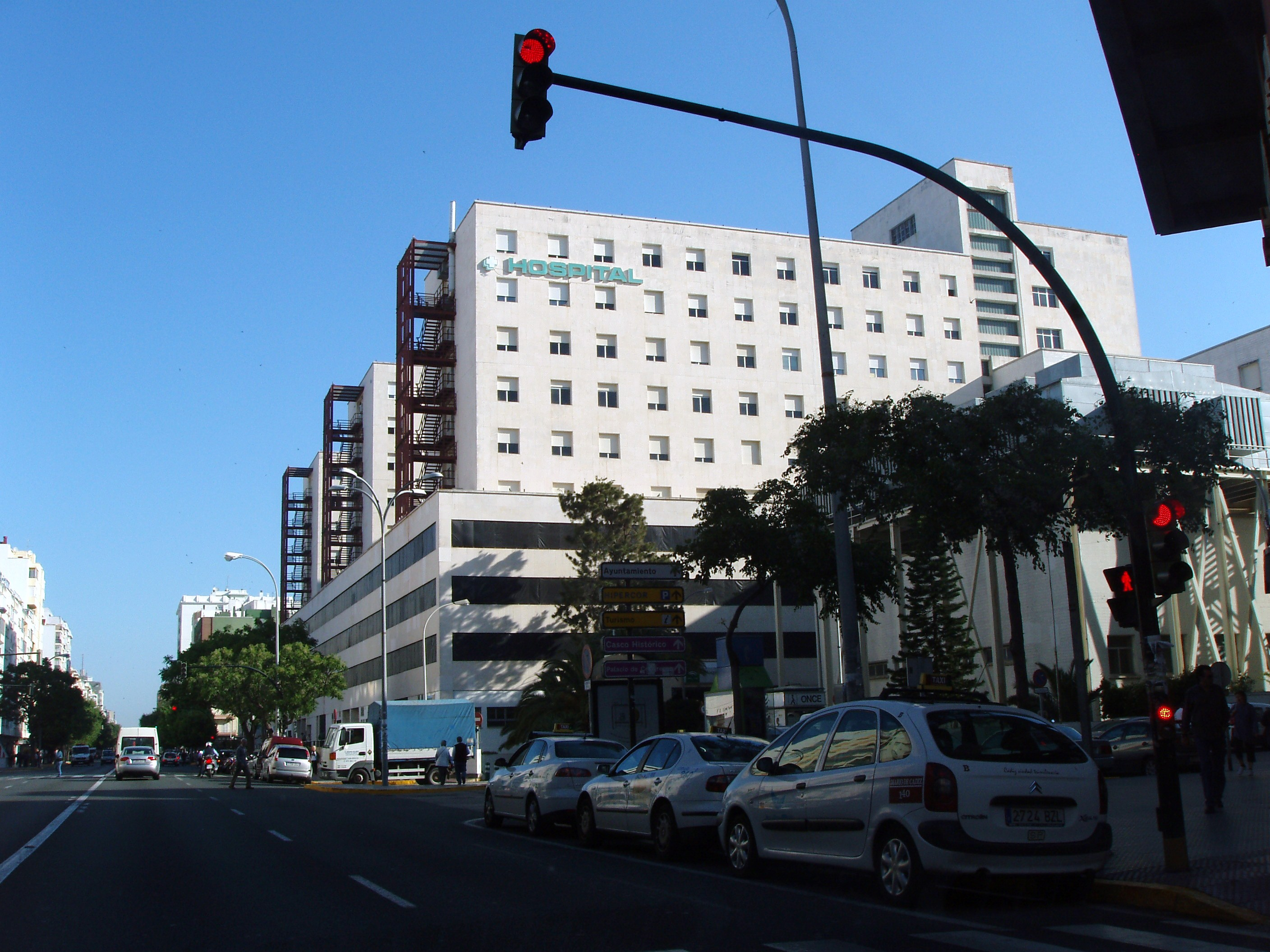
Шпиталь Пуерта-дель-Мар
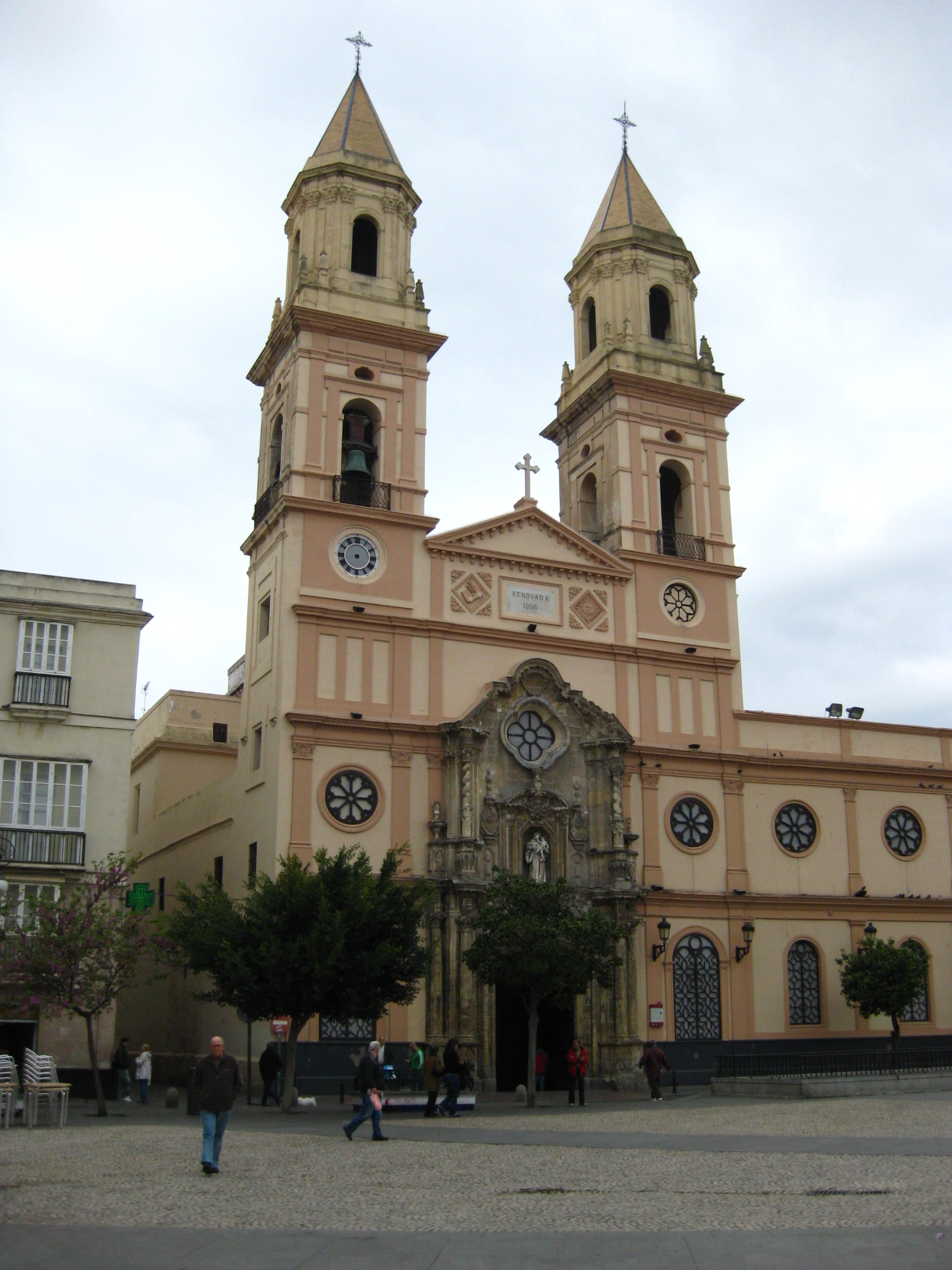
Церква святого Антонія
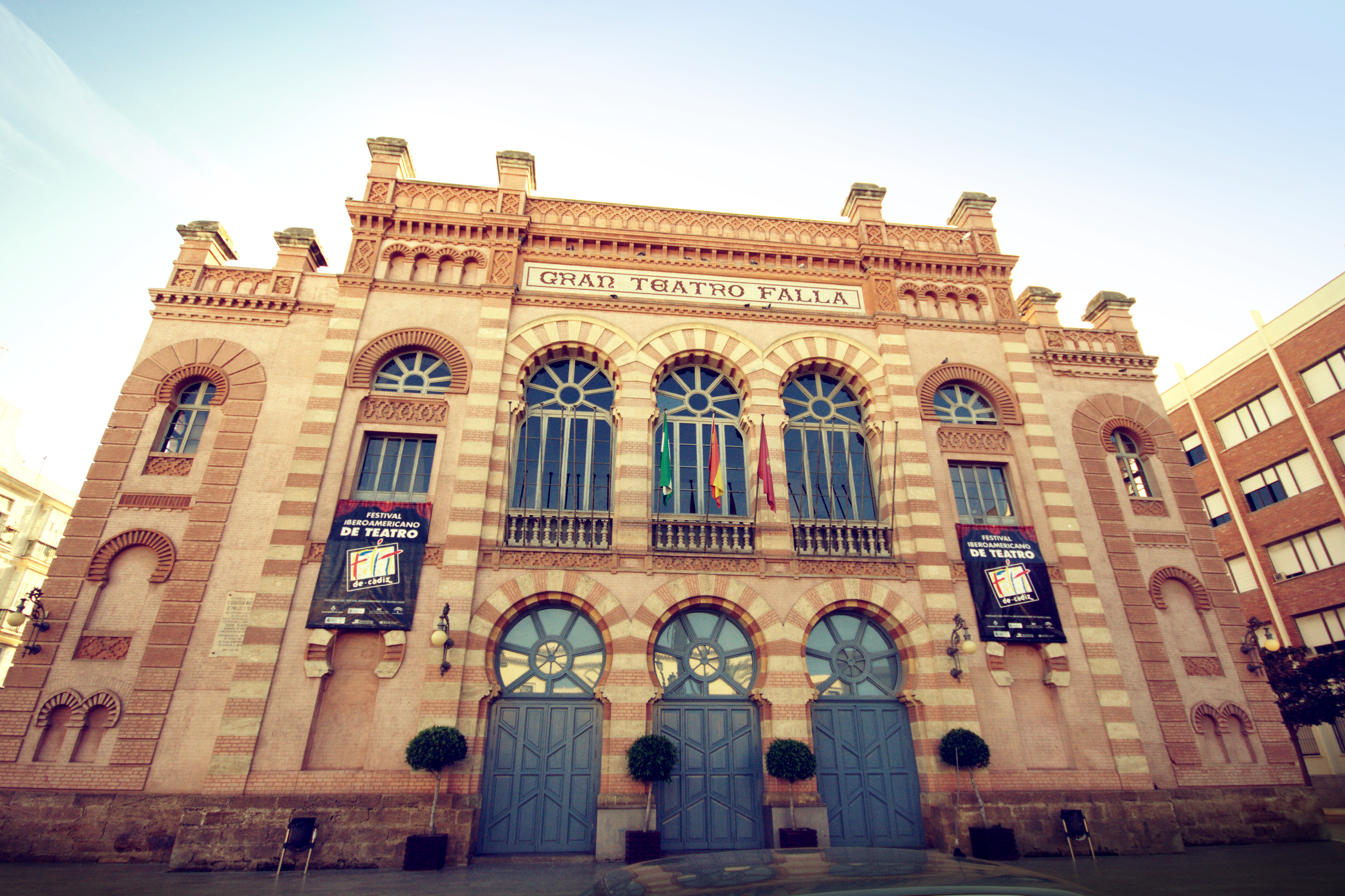
Великий театр Фалла
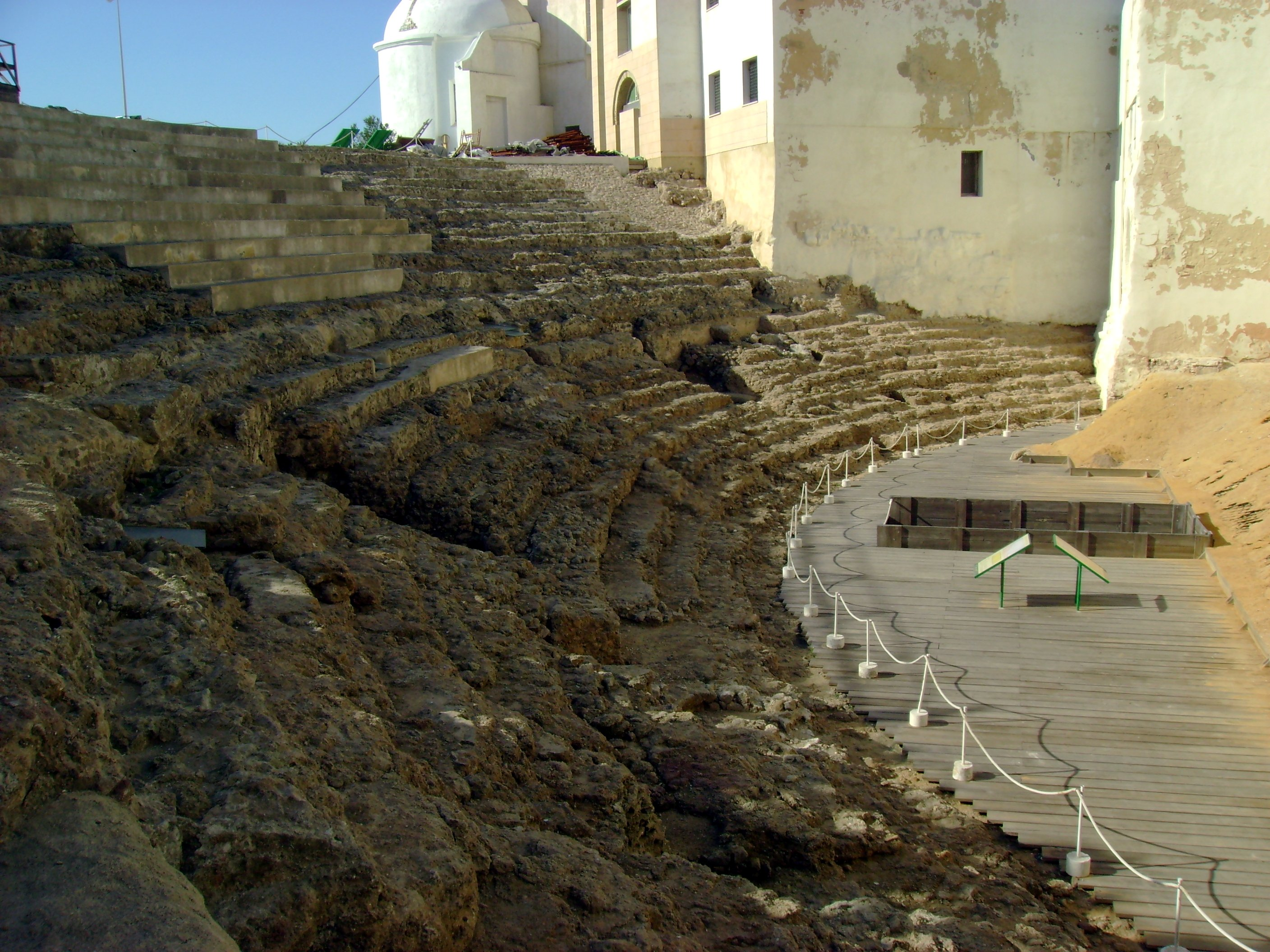
Римський театр